# Diocesi di San Fernando de La Union
La diocesi di San Fernando de La Union (in latino: Dioecesis Ferdinandopolitana ab Unione) è una sede della Chiesa cattolica nelle Filippine suffraganea dell'arcidiocesi di Lingayen-Dagupan. Nel 2022 contava 730.300 battezzati su 853.600 abitanti. È retta dal vescovo Daniel Oca Presto.

## Territorio
La diocesi comprende la provincia filippina di La Union sull'isola di Luzon.
Sede vescovile è la città di San Fernando de La Union, dove si trova la cattedrale di San Guglielmo l'eremita. Ad Agoo sorge la basilica minore di Nostra Signora della Carità.
Il territorio si estende su 1.493 km² ed è suddiviso in 29 parrocchie.

## Storia
La diocesi è stata eretta il 19 gennaio 1970 con la bolla Qui disponente Deo di papa Paolo VI, ricavandone il territorio dall'arcidiocesi di Nueva Segovia.

## Cronotassi dei vescovi
Si omettono i periodi di sede vacante non superiori ai 2 anni o non storicamente accertati.
- Victorino Cristobal Ligot † (6 febbraio 1970 - 18 settembre 1980 deceduto)
- Salvador Lazo Lazo † (20 gennaio 1981 - 28 maggio 1993 ritirato)
- Antonio Realubin Tobias (28 maggio 1993 - 25 novembre 2003 nominato vescovo di Novaliches)
- Artemio Lomboy Rillera, S.V.D. † (1º aprile 2005 - 13 novembre 2011 deceduto)[1]
- Rodolfo Fontiveros Beltran † (30 ottobre 2012 - 17 giugno 2017 deceduto)
- Daniel Oca Presto, dal 9 maggio 2018

## Statistiche
La diocesi nel 2022 su una popolazione di 853.600 persone contava 730.300 battezzati, corrispondenti all'85,6% del totale.
| anno | popolazione | popolazione | popolazione | presbiteri | presbiteri | presbiteri | presbiteri                | diaconi | religiosi | religiosi | parrocchie |
| anno | battezzati  | totale      | %           | numero     | secolari   | regolari   | battezzati per presbitero | diaconi | uomini    | donne     | parrocchie |
| ---- | ----------- | ----------- | ----------- | ---------- | ---------- | ---------- | ------------------------- | ------- | --------- | --------- | ---------- |
| 1970 | 310.000     | 335.000     | 92,5        | 49         | 43         | 6          | 6.326                     |         |           | 30        | 26         |
| 1980 | 423.720     | 474.514     | 89,3        | 31         | 24         | 7          | 13.668                    |         | 7         | 31        | 26         |
| 1990 | 417.977     | 466.000     | 89,7        | 40         | 34         | 6          | 10.449                    |         | 6         | 85        | 26         |
| 1999 | 506.851     | 618.111     | 82,0        | 46         | 40         | 6          | 11.018                    |         | 9         | 122       | 27         |
| 2000 | 506.251     | 618.111     | 81,9        | 44         | 39         | 5          | 11.505                    |         | 5         | 122       | 27         |
| 2001 | 551.768     | 656.866     | 84,0        | 47         | 39         | 8          | 11.739                    |         | 8         | 122       | 27         |
| 2002 | 551.768     | 656.866     | 84,0        | 46         | 38         | 8          | 11.994                    |         | 8         | 122       | 27         |
| 2003 | 551.768     | 656.866     | 84,0        | 46         | 37         | 9          | 11.994                    |         | 9         | 94        | 27         |
| 2004 | 582.238     | 693.140     | 84,0        | 43         | 35         | 8          | 13.540                    |         | 8         | 86        | 27         |
| 2010 | 654.000     | 760.000     | 86,1        | 46         | 36         | 10         | 14.217                    | 5       | 10        | 93        | 28         |
| 2014 | 704.000     | 818.000     | 86,1        | 52         | 43         | 9          | 13.538                    |         | 9         | 117       | 28         |
| 2017 | 739.830     | 855.690     | 86,5        | 48         | 37         | 11         | 15.413                    |         | 11        | 105       | 28         |
| 2020 | 719.120     | 831.734     | 86,5        | 52         | 46         | 6          | 13.829                    |         | 6         | 78        | 28         |
| 2022 | 730.300     | 853.600     | 85,6        | 56         | 48         | 8          | 13.041                    |         | 8         | 67        | 29         |